# 卫星海洋环境动力学国家重点实验室
卫星海洋环境动力学国家重点实验室是一个国家重点实验室，隶属于自然资源部第二海洋研究所。2006年7月科技部批准建设，2009年12月通过验收。前身是国家海洋局海洋动力过程与卫星海洋学重点实验室。中科院院士吴国雄研究员为现任学术委员会主任，陈大可研究员为实验室主任。 
它是国家海洋局系统目前唯一的国家重点实验室。